# Violetta Villas

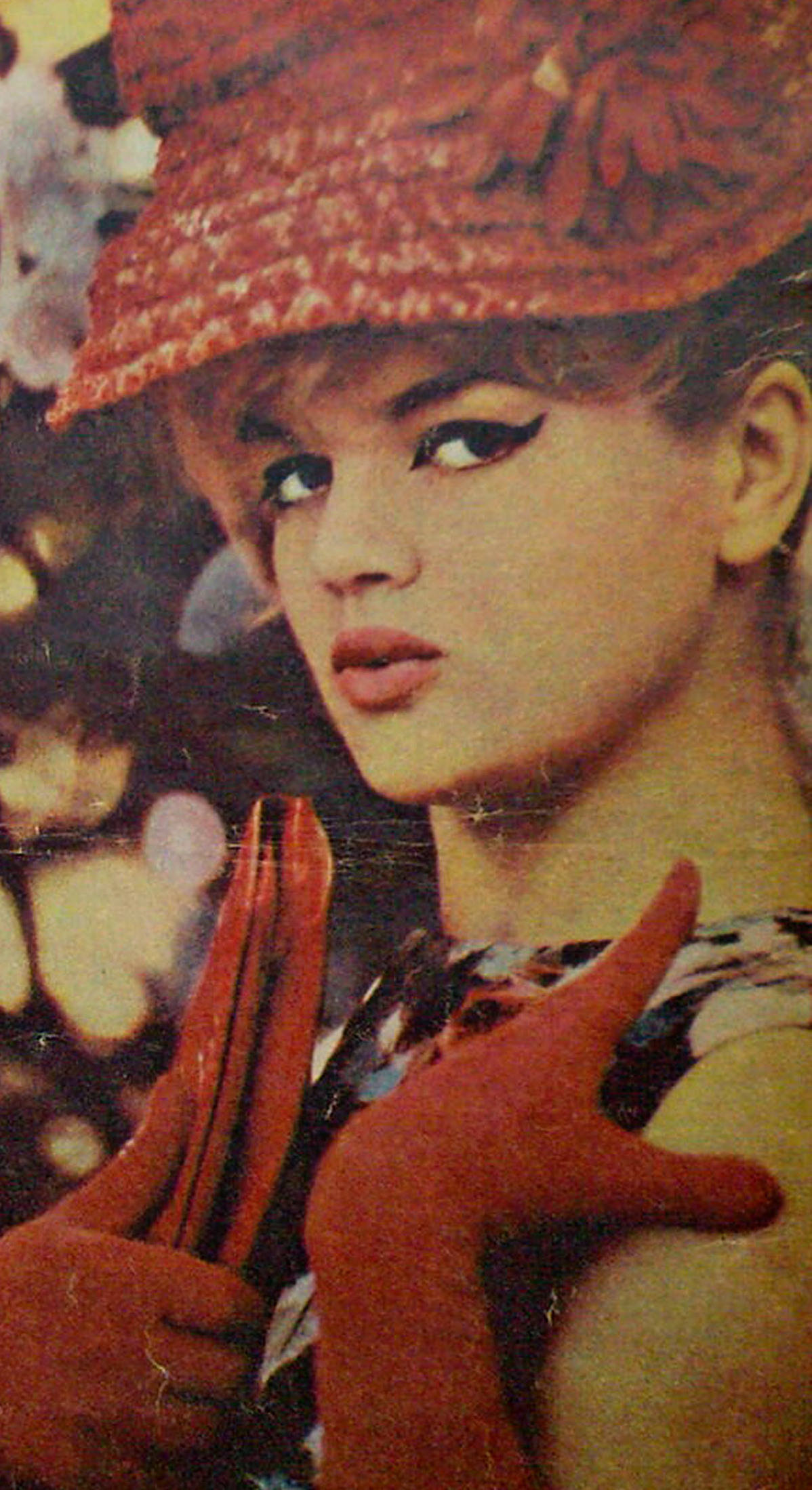
Violetta Villas (1967)

Violetta Villas, bürgerlich Czesława Maria Gospodarek, geb. Cieślak (* 10. Juni 1938 in Verviers, Belgien; † 5. Dezember 2011 in Lewin Kłodzki, Polen) war eine polnische Chansonsängerin im Stimmfach Koloratursopran.
Sie war international bekannt als Stimme des Atomzeitalters, singender Star des Kontinents, Stimme wie französischer Champagne und als polnische Yma Sumac. Als erster Star des Casino de Paris im Hotel The Dunes von Las Vegas (1966–71) trat sie dort während der 1960er Jahre zeitweise zusammen mit Frank Sinatra, Paul Anka, Charles Aznavour, Sammy Davis und Barbra Streisand auf. Sie wirkte als Schauspielerin in sechs Filmen, sang in mehreren Musicalshows, komponierte, nahm insgesamt über 300 Chansons in 10 Sprachen auf (Polnisch, Englisch, Französisch, Deutsch, Italienisch, Latein, Neapolitanisch, Russisch, Spanisch und Portugiesisch) und erntete unzählige Nummer-eins-Hits. In Polen galt sie dazu als Sexidol bis in die 1970er Jahre.
Trotz ihres internationalen Erfolges war Violetta Villas eine sehr umstrittene Person. Viele störten sich an ihrem unnatürlichen, bombastisch-kitschigen Auftreten und kritisierten ihre Alkohol- und Morphinsucht. Noch mehr schadete ihr die Aufdeckung ihrer geheimen Tätigkeit als Spitzel für die SB (Stasi 1956–90 in Polen) unter dem Decknamen Gabriella. Schließlich führte eine Wahnstörung bei ihr zur völligen Isolation, weil sie während ihrer letzten Lebensjahre jeder weitgehend mied.
Violetta Villas war Trägerin der bedeutenden Gloria-Artis-Medaille für kulturelle Verdienste. Sie ist Ehrenbürgerin von Lewin Kłodzki (Polen) und New Britain (Connecticut) in den USA.

## Leben

### Kindheit und Jugend (1938–59)
Violetta Villas (mit bürgerlichem Namen Czesława Maria Cieślak) wurde 1938 in der Clinique Saint-Elisabeth Verviers nahe Liège als Tochter einer polnischen Arbeiterfamilie geboren. Ihr Vater Bolesław Cieślak (1907–60) war Bergmann im Steinkohlebergbau Liège sowie Kapellmeister des Bergbauorchesters, ihre Mutter Janina Cieślak, geb. Malczyk (1914–85) kümmerte sich um den Haushalt. Ihre Kindheit verbrachte Villas in Liège und wuchs in einem konservativen Elternhaus heran. In Belgien wurde sie auf den Namen Violetta Élisa getauft, jedoch registrierte ihr Vater sie polnisch als Czesława Maria.
Sie hatte drei Geschwister: ihre Schwester Wanda (1931–2006) und ihre beiden Brüder Jerzy (1933–87) und Ryszard (1940–2010). Die Cieślak-Kinder konnten Französisch, Italienisch und Deutsch sprechen.
Im Herbst 1946 kam die Familie Cieślak in die neu gegründete Volksrepublik Polen und lebte im niederschlesischen Lewin Kłodzki, das erst 1945 zusammen mit dem größten Teil Schlesiens an Polen gefallen war. Hier lernte Violetta Villas das Klavier-, Geigen- und Posaunenspiel, entdeckte ihre Leidenschaft für die Musik und nahm Ballettunterricht. 1956 studierte sie Sologesang an der Staatlichen Mittleren Musikschule in Szczecin (heute: Zespół Szkół Muzycznych im. Feliksa Nowowiejskiego). Danach zog sie nach Wrocław und wurde Schülerin von Giseli Posch, danach nach Warschau und studierte dort klassischen Gesang bei Eugenia Klopek-Falkowska. Ihr absolutes Gehör und ihre Koloratursopranstimme mit einem Umfang von vier Oktaven ließ eine große Karriere als Opernsängerin erwarten. Villas bekam aber früh Angebote aus dem Showbusiness, für die sie ihre Ausbildung am Konservatorium aufgab. Auf Rat des jüdischen Pianisten Władysław Szpilman nahm sie ihren Künstlernamen an, nachdem er ihr eine große Weltkarriere prophezeite und versicherte, dass Czesława Maria außerhalb Polens zu schwer auszusprechen sei. Das Pseudonym Violetta Villas entstand durch die Kombination der ersten beiden Buchstaben ihres Taufnamens Violetta Vi und dem polnischen Wort las (der Wald), das die Künstlerin wählte, weil sie damals in Waldnähe wohnte (das zweite l wurde künstlich hinzugefügt).

### Die ersten Erfolge (1960–65)
1960 debütierte Violetta Villas im Polskie Radio mit Rundfunkaufnahmen der Produzenten Bogusław Klimczuk und Edward Czerny. Von da an gestaltete sie die polnische Radiosendung Podwieczorek przy mikrofonie (Nachmittagskaffee am Mikrofon) mit. Einer ihrer ersten Chansons Dla Ciebie, miły erhielt den Preis Express Wieczorny als bester Polnischer Schlager. Er erhielt 67.479 Anrufer (den zweiten Platz belegte ein Song von Rena Rolska mit 33.000 Anrufern).
Während der folgenden Jahre beteiligte sich Violetta Villas an den Radiokonzerten der BRD und der Schweiz, gab Konzerte in der Tschechoslowakei, in Bulgarien, Rumänien, Spanien, Belgien, Israel, Ungarn und Moskau bzw. nahm an wichtigen künstlerischen Events in Kanada teil.
Villas sicherte 1961 ihren Erfolg beim Internationalen Sopot Festival (mit den Chansons Dla Ciebie, miły und Si senior) und 1964 beim II. Krajowy Festiwal Piosenki Polskiej w Opole (mit dem Chanson Przyjdzie na to czas). Am 20. Juli 1964 trat sie im belgischen Knokke-Heist zusammen mit dem Sinfonieorchester des Belgischen Radios beim Noordzeefestival auf.
Im Herbst 1964 folgte Violetta Villas 3-monatige Konzerttournee durch die Sowjetunion.
In Opole präsentierte sie 1965 beim III. Krajowy Festiwal Piosenki Polskiej die Chansons Do ciebie, mamo und Jak nie to nie und trat dort ein Jahr später noch ein letztes Mal auf.
Sie trat 1966 in Polen auch erstmals als Schauspielerin, als sie in der zweiten Folge der Serie Klub profesora Tutki während einer Filmszene ihren Chanson Chica Helka vortrug, auf.

### Internationale Gesangskarriere (1966–98)

#### In Frankreich
Vom 5. bis zum 7. November 1965 nahm Violetta Villas in Rennes beim III. Festival International des Variétés et Music-Halls teil und gewann dort den Grand Prix International d'Interpretation. In Royan erzielte sie auch Erfolg beim Festival International d'art Contemporain.
Sie trat am 8. November 1965 zusammen mit Czesław Niemen und Piotr Szczepanik im Pariser Théâtre Fontaine bei der Radiosendung Roue de la chance auf, die André Chanu veranstaltete. Um den Jahreswechsel 1965/66 gab Violetta mehrere Solokonzerte in Paris, u. a. im Olympia, danach auch außerhalb Frankreichs, u. a. Baden-Baden, Basel und Brüssel.
Im Jahre 1966 gehörte sie auf persönlichem Wunsch von Bruno Coquatrix (Direktor des Pariser Olympia) befand sich Villas in der Gesellschaft polnischer Künstler des Revue-Programms Grand Music Hall de Varsovie. Die Premiere fand am 26. Juli 1966 statt. Villas sang u. a. Ave Maria no morro sowie Hiroshima, mon amour. Dieses Konzert im Olympia ist vor allem wegen seiner Episode mit dem Kristall-Kronleuchter bekannt, der – mehreren Augenzeugen zufolge – während Villas Auftritt vibrierte. Ein Teil des Publikums reagierte nervös und fürchtete, der Kronleuchter könnte bei ihrer Stimmgewalt von der Decke herunter stürzen. Diese Tatsache war Inspiration für die bekannte Rezension, Villas sei die Stimme des Atomzeitalters.
Die Künstlerin erhielt nun Rezensionen auch zur Qualität ihrer Stimme und Musik:

„Die Stimme mit wahrhaft einzigartigem Register – vier Oktaven! – ruft ungewöhnliche Gefühle hervor, vor allem bei der sehr individuellen Interpretation des ‚Ave Maria no morro‘, die Yma Sumac wahrscheinlich übersteigt.“

„Diese Stimme ist wirklich erstaunlich, ich will nicht glauben, was für eine Stärke und Umfang sie hat“

Ähnlich klangen die Rezensionen in anderen Zeitungen.
In Paris lernte Violetta Villas den französisch-amerikanischen Manager Frederic Apcar kennen, der Regisseur und Produzent des Revue-Theaters im Hotel The Dunes von Las Vegas war.

#### In den USA
Ab Dezember 1966 war sie über mehrere Saisons der erste Star des Casino de Paris im Hotel The Dunes von Las Vegas, wo sie Chansons, Opern- und Operettenarien in 10 Sprachen sang, beim Eröffnungsprogramm u. a. Under Paris Skies, O sole mio, Granada, Libiamo ne' lieti calici sowie Strangers In The Night. Sie trat hier u. a. zusammen mit Frank Sinatra, Paul Anka, Charles Aznavour, Eartha Kitt, Dean Martin, Sammy Davis junior. Die Kosten zur Vorbereitung des ersten Revue-Programms unter Villas Teilnahme beliefen sich auf 50.000 Dollar. Ihr Stylist war Patrick Valette. Er schuf das weltweit oft kritisierte bombastische und kitschige Image Violetta Villas, das ihrer Persönlichkeit aber zu entsprechen schien. Villas Choreograph war Hermes Pan, obwohl Sandro Mandari ihr die szenischen Bewegungen lehrte. Stets betrat sie die Bühne entweder auf einem weißen Pferd oder einem Jaguar E-Type. Für das Projekt wurde eigens ein Christian-Dior-Kleid anfertigen lassen, das Villas bei jeder Aufführung trug. Der Schmuck der Künstlerin ließ man vom Atelier Marangoni aus Mailand anfertigen, die Schuhe von Quinte, einer weiteren italienischen Markenfirma. Fortan trat Violetta Villas mit einem französischen Ballett auf, das mit 100 Personen besetzt war.
Die Sängerin genoss den Beifall, sie hatte viele Verehrer. Die Rezensionen der amerikanischen Presse bezeichnete sie als phenomänale Polin, als Stimme des Atomzeitalters und als weißer Rabe weltlicher Gesangskunst.
1968 spielte Violetta Villas ein 20-Chanson-Programm fürs amerikanische Fernsehen und die Plattenfirma Capitol Records. Der Chanson und die Bühne erleichterten ihr den Kontakt zum Film. Im März 1968 begann sie probehalber Fotos für die US-amerikanische Filmproduktionsgesellschaft Metro-Goldwyn-Mayer zu machen, die sie dann für Nebenrollen in Filmen mit Lee Marvin, Bob Hope und Glenn Ford.
Sie wurde 1969 zu Gastauftritten ins Sahara Hotel & Casino Las Vegas eingeladen, wo sie Duette mit Connie Francis und Barbra Streisand sang. Das Casino de Paris arrangierte sich mit der australischen J.C. Williamson Theatres Ltd und ließ Villas mit ihrer Revue samt seinen 140 Darstellern Monate lang in Australien auftreten. Während der Premiere dort kündigte der Theaterdirektor James Cassius Williamson Violetta Villas allerdings als Sängerin aus Las Vegas, dauerhaft wohnhaft in Paris und geboren in Polen an. Villas protestierte und stellte richtig, sie sei in Belgien geboren und Polin. Daraufhin rächte sich Williamson, in dem er während des nächsten Chanson einfach das Mikrofon Villas abschaltete. Villas unterstützte in Australien neben ihren Auftritten auch die Lokalpresse und örtlichen Künstlervereinigungen. Nach drei Monaten Revue kehrte sie mit ihrer Mannschaft wieder zurück nach Las Vegas.
Im Casino de Paris trat Violetta Villas bis 1971 regelmäßig auf und gab danach am 29. Mai 1971 in Melbourne ein Spezialkonzert für das Polnische Olympia-Komitee. Sie folgte anderen Angeboten, konzertierte 1973 weltweit, u. a. in Tokio und Rio de Janeiro
und kehrte in die USA erst wieder 1976 anlässlich des 200. Independance Day der Vereinigten Staaten im Rahmen ihrer großen Welttournee Podwieczorek przy mikrofonie (Nachmittagskaffee am Mikrofon) zurück. Jetzt sang sie auch Duette mit Kalina Jędrusik, unter anderem in Philadelphia, New York City und Chicago.
Villas ging im September 1987 zusammen mit dem Warschauer Teatr Syrena unter dem Programmtitel Violetta erneut auf Welttournee. Die Eröffnungsveranstaltung fand in der New Yorker Carnegie Hall statt. Es folgten Auftritte in Las Vegas, Miami, Denver, Texas sowie in Europa und Australien. Die Revue fand unter ihrer Teilnahme auch im New Yorker Broadway Theatre statt. Nach dem Ende dieser Tournee blieb die Künstlerin noch in den USA für einen weiteren Konzert-Zyklus in Chicago. 1988 besuchte sie dabei vor der US-Präsidentschaftswahl im Restaurant „Orbit“ George H. W. Bush, den Vize-Präsidenten der Vereinigten Staaten, was ihr zu einem Auftritt im Weißen Haus nach eventuellem Wahlsieg Bushs verhelfen sollte. Villas kehrte dennoch 1989 zurück nach Polen.
Im Jahre 1992, 1994 und 1996 gab sie für die Polen der Polonia in Chicago und New York noch einmal ein Konzert.

#### Rückkehr nach Polen
Nach ihrem Durchbruch als internationale Chansonsängerin kam Violetta Villas im Dezember 1968 mit ihrem neuen, unnatürlichen und bombastisch-kitschigen Las-Vegas-Image und einer eigenen Revue, der Villas Revue zurück nach Polen. Sie wurde im Warschauer Kongresssaal mehrfach präsentiert. Das Projekt – vollständig durch Violetta Villas finanziert – leitete die Schauspielerin und Kabarettistin Hanka Bielicka. Die Revue begann mit der Arie Libiamo ne lieti calici aus der Oper La traviata, begleitet von einem Orchester (30 Musiker) und sechs Tanzpaaren. Violetta Villas sang danach Chansons wie Love, This Is My Song, Oczy czarne, Strangers In The Night, My Heart Belongs To Daddy und die Habanera aus Carmen (Oper) vor dem Hintergrund eines großen Balletts (40 Personen). Bei dieser Revue beeindruckten zwischendurch auch die beiden Akrobatik-Gruppen Mortale und Quartett Beltono. Showfinale der Villas Revue war Villas Interpretation von Hello Dolly. Nach Ende ihres Warschauer Showzyklus war sie bis 1971 weiter im Casino de Paris von Las Vegas verpflichtet.
1972 präsentierte sie sich noch einmal beim X. Krajowy Festiwal Piosenki Polskiej mit den Chansons Ave Maria no morro und Spójrz prosto w oczy.
Im Jahre 1977 erschien Violetta Villas letztes Musikalbum Nie ma miłości bez zazdrości mit neuem Songmaterial. Darin knüpfte sie an die Zusammenarbeit mit der Dichterin Agnieszka Osiecka sowie den beiden Komponisten Leszek Bogdanowicz und Andrzej Januszko,
präsentierte aber erstmals auch eigene Kompositionen, und zwar sehr erfolgreich. Sie wurde zu Sentymenty, dem inszenierten TV-Solokonzert des TVP eingeladen und präsentierte dort Chansontexte Osieckas, die sie vertont in ihr aktuelles Musikalbum integriert hatte.
Auf der Showbühne des Teatr Wielki (Łódź) gastierte Villas 1978 mit ihrem Chanson My Heart Belongs To Daddy und einem Männerballett. Im Herbst 1979 folgte die Zusammenarbeit mit dem Teatr Syrena, durch die es unter Regisseur Stefan Wente zur Revue Trzeci program kam. Nachdem die Revue mit Violetta Villas ein paar Monate lief, eskalierte ein schwelender Konflikt zwischen Villas und dem Theaterdirektor, und Lidia Stanisławska übernahm letztendlich Villas Rolle in der Show.
Im November 1985 kehrte sie nach einer Ruhepause und einem Filmprojekt zurück ans Teatr Syrena. Am 28. Februar 1986 startete dort ihre Revue Violetta, die in ganz Polen populär wurde. Es trat darin nicht nur Villas und ein großes Ballett auf, sondern auch Schauspieler (z. B. Zofia Czerwińska und Bohdan Łazuka). Ihre Revue Violetta präsentierte Villas im In- und Ausland 250 Male, u. a. in Kanada und den USA. Einen der Showabende übertrug das TVP.
Violetta Villas nahm 1986 den neuen Chanson Mundial '86 auf, veröffentlichte ihn als Single und trat in Kołobrzeg beim Festiwal Piosenki Żołnierskiej auf sowie in Kraków als Gala-Star Miss Polonia 1986. Noch im gleichen Jahr debütierte sie auf Drängen von Bogusław Kaczyński in der Opernszene am Teatr Wielki (Łódź) und erhielt eine Titelrolle der Oper Carmen, die sie dort bis zum Beginn ihrer Welttournee 1987 mit dem Teatr Syrena spielte.
Nach ihrer Welttournee trat Villas bis Anfang der 1990er Jahre in der Warschauer Operettenszene auf. 1990 war sie zudem der Wahl-Star Mistera Polski des Teatr Wielki Łódź. Da die Theaterorganisatoren die getroffenen Vereinbarungen aber nicht einhielten, beschloss Villas nicht aufzutreten.
Sie gab 1991 ein Konzert im Teatr Wielki Łódź. 1992 trat sie in Krynica-Zdrój beim Festiwal Arii i Pieśni im. Jana Kiepury auf. Noch im gleichen Jahr gab sie ein Konzert in Ciechocinek. Am 30. November 1992 trat sie erneut in Łódź auf, sang z. B. Do ciebie, mamo, Przyjdzie na to czas, Oczy czarne, und auch die Habanera aus der Oper Carmen.
Jerzy Gruza wollte 1992 Violetta Villas an der Operette Kraków engagieren für seine Musical-Inszenierung von Hello Dolly!.

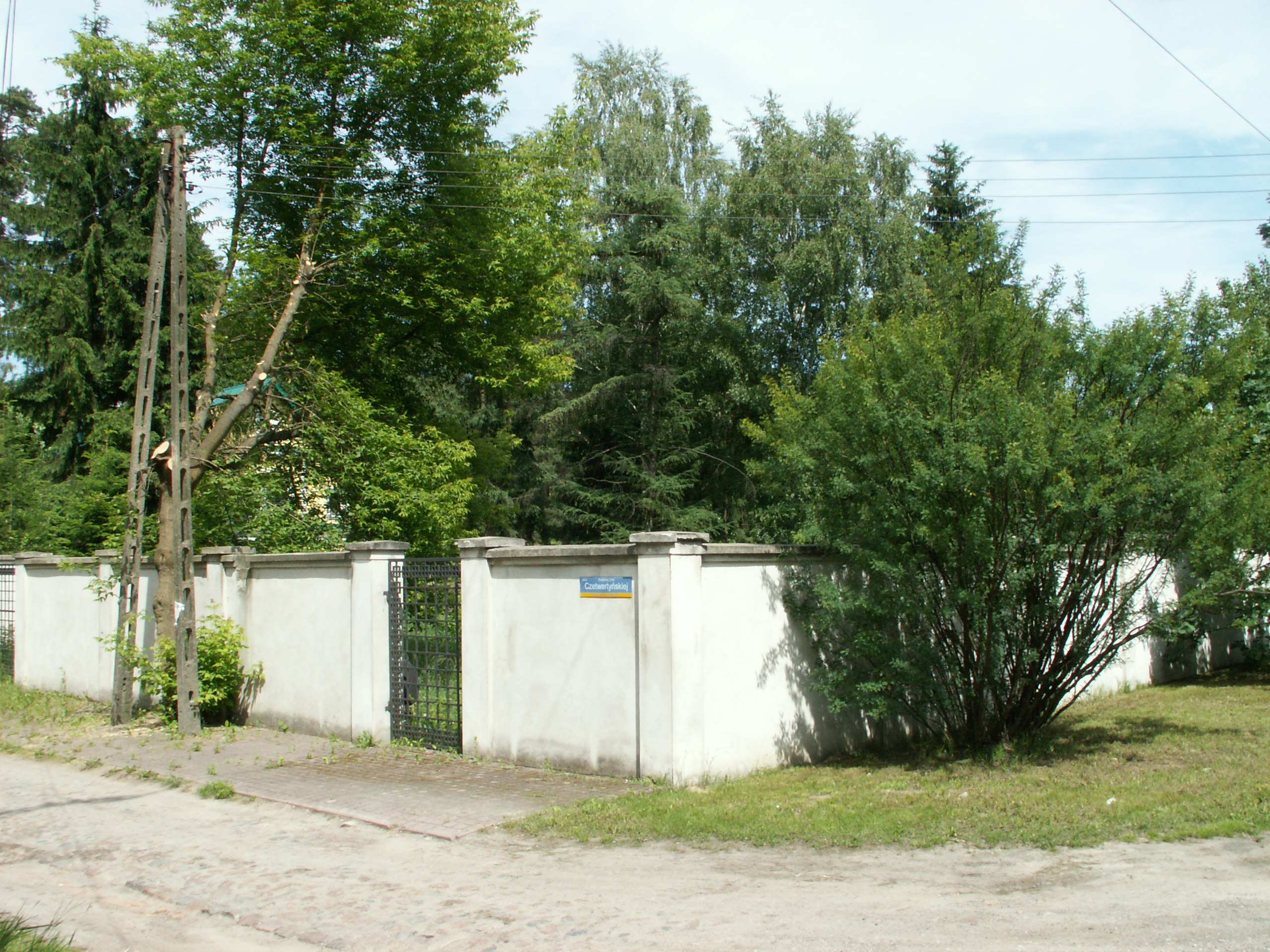
Grundstück Violetta Villas im Warschauer Vorort Magdalenka, auf dem sie bis 1999 lebte. Ihr Haus hat man abreißen, das Grundstück verwildern lassen.

Am 23. Januar 1993 übertrug TVP Villas Konzert aus dem Teatr Muzyczny Roma (ehem. Operette Warschau). Das Konzert begann mit dem patriotischen Chanson Warszawo, ty moja Warszawo (Warschau, du mein Warschau). Neben der Habanera aus „Carmen“ sang sie auch Songs wie If you go away, Granada, Oczy czarne und Szczęście. Das mehr als zweistündige Solistenkonzert bestand aus 20 Chansons, zu welchen Villas häufig ihr Kostüm wechselte. Ausgewählte Aufnahmen dieses besonderen Solokonzerts wurden remastered und 1994 als Live-Musikalbum Laleczka veröffentlicht.
1996 nahm Violetta Villas zusammen mit Kazik Staszewski das Duett Kochaj mnie, a będę Twoją (Liebe mich und werde mein) auf, das auf dem Album Tata 2 der polnischen Band Kult veröffentlicht wurde und eine Kombination von Revue-Musik und Punk-Rock war. Das Stück erreichte Platz 14 der Lista Przebojów Programu Trzeciego im Polskie Radio.
Violetta Villas wurde daraufhin zu zahlreichen polnischen Fernsehsendungen eingeladen (z. B. Ibisekcji, Wieczorze z wampirem, Szansie na sukces, Od przedszkola do Opola, Na każdy temat und Wideotece dorosłego człowieka), interviewt und gebeten ihre Chansons zu singen. Die Stadt Lewin Kłodzki ernannte Violetta Villas 1998 zur Ehrenbürgerin der Stadt. Nun hatte Violetta Villas ihr 60. Lebensjahr vollendet und plante, von Magdalenka zurück in ihr Elternhaus in Lewin Kłodzki zu ziehen, da wo sie einst aufwuchs.

### Lebensabend und letzte Auftritte (1998–2011)

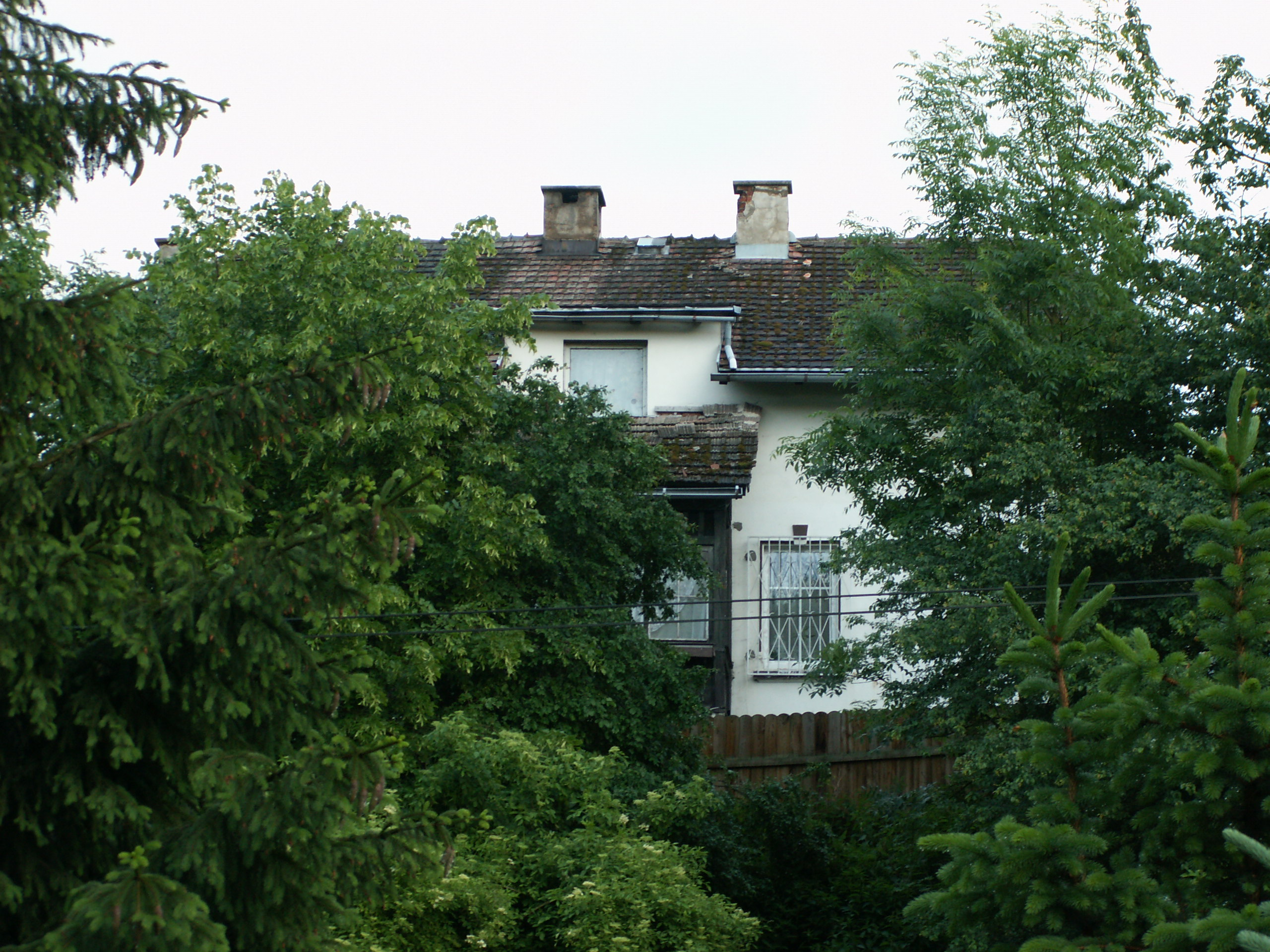
Elternhaus Violetta Villas in Lewin Kłodzki

Nach vollendetem 60. Lebensjahr kehrte Violetta Villas nach Lewin Kłodzki zurück ins Familienhaus, in dem sie einst aufwuchs. Sie gründete ein Tierheim und erhielt einen unbefristeten Mietvertrag über die Hügel rund um das Haus. Im Zusammenhang mit ihrer Rückkehr und ihrer Ernennung zur Ehrenbürgerin hegte die Stadt große Erwartungen an die Sängerin: Das Stadtkino von Lewin Kłodzki bedurfte dringend der Sanierung, und durch Violetta Villas schien es finanzierbar, wenn sie für dieses Kino eine Revue inszeniere und nach der Sanierung darin auftrat. Daraus wurde dann aber nichts. Doch die Tatsache, dass Violetta Villas überhaupt im Ort wohnte, verhalf ihm und der Region zum wirtschaftlichen Aufschwung.
Von einem ruhigen Lebensabend war dennoch nichts zu spüren. Villas eröffnete 1998 im Kulturpalast (Warschau) die Gala zum 5-jährigen Jubiläum der Show „Szansa na sukces“ und trat dabei zusammen mit Justyna Steczkowska, Katarzyna Cerekwicka und Viola Brzezińska auf. Im gleichen Jahr gab sie noch ein Solistenkonzert im Jagdschloss Antonin. Am 29. März 1998 trat Villas bei einer Benefiz-Show im Warschauer Teatr Studio Buffo auf. Die Erträge wurden Kindern in Prag gespendet.
Im November 1999 veranstaltete Villas im Teatr Wielki (Łódź) ein Konzert mit ihren größten Hits, die sie neu arrangiert unter dem Titel Violetta - taka jestem (Violetta – das bin ich) vortrug. Sie präsentierte an dem Abend vier Kostüme, darunter zwei neue nach Entwürfen von Xymena Zaniewska. Der Fernsehsender TVP2 übertrug das Konzert.
Auch im Warschauer Kulturpalast veranstaltete Villas seit Ende der 1990er regelmäßig ein Konzert, bei dem sie mit jungen polnischen Künstlern sang, z. B. Weronika Korthals, Małgorzata Markiewicz und Marcin Ziółkowski. Sie gab auch Solokonzerte in kleineren Städten.
Für ihre polnischen und englischen Fans ging sie im November 2000 für drei Konzerte nach London. Auf einem dieser Konzerte war Ryszard Kaczorowski, der letzte Staatspräsident von Polen im Exil. Noch im gleichen Jahr veröffentlichte ihre Plattenfirma zwei Compilations: 1. Złote przeboje (Goldhits) sowie 2. Złota kolekcja: Pocałunek ognia (Goldkollektion: Kuss des Feuers) und Violetta Villas nahm erneut viele öffentlichen Auftritte war. Am 1. Dezember 2000 beteiligte sie sich an der vom TVP2 live übertragenen Benefizveranstaltung Wojciech Dzieduszyckis im Teatr muzyczny operetka wrocławska von Wrocław. Ihr Solistenkonzert im Wiener Operntheater Studio Molière fand am 20. Januar 2001 statt. Später sang sie u. a. auf dem Jasna Góra (Częstochowa).
Danach nahm sie ihr Album mit Weihnachtsliedern mit dem Titel Gdy się Chrystus rodzi auf. Ihre Plattenfirma veröffentlichte außerdem eine Kompaktedition ihrer drei erfolgreichsten Alben „Violetta Villas“, „Dla ciebie miły“ und „Nie ma miłości bez zazdrości“. Am 19. November 2001 wurde in der polnischen Halbmonatszeitschrift Viva! ein großes Interview mit Villas veröffentlicht. Erneut war Villas Gast vieler bedeutenden polnischen TV-Shows. Im Jahr 2001 trat sie auch beim X. Yach Filmfestival in Gdańsk zusammen mit der polnischen Rock-Popgruppe De Mono auf.
Am 12. Juli 2002 war sie der Internationale Star des Festiwal muzyki uzdrowiskowej in Polanica-Zdrój.
Im Jahr 2003 erschien in der Reihe Polskie perły (Polnische Perlen) ein weiteres Album mit Villas-Hits unter dem Titel Do Ciebie mamo. Villas nahm auch ein Minialbum mit Tangos auf, zusammen mit Michał Wiśniewski und seiner Band Ich Troje. Der Herausgeber tituliert Walentynkowe hity (Valentine Hits) als Begleit-CD einer Zeitung, die 1/4 Mio. Exemplare verkaufte. Noch im gleichen Jahr war sie bei einem Konzert Star des XL. Krajowy Festiwal Piosenki Polskiej in Opole.
In der polnischen TV-Sendung Wideoteka dorosłego człowieka trat sie 2004 auf. Außerdem nahm sie mit Pater Bogusław Paleczny (polnischer Geistlicher, Kamillianer, Aktivist für Obdachlose und Komponist geistlicher Musik) ein neues Weihnachtsalbum auf, das den Titel Kolędy serca (Weihnachtslieder des Herzens) trägt. Am 22. Januar 2005 sang sie in der Oper Lwiw bei einem zweiten Benefizkonzert Wojciech Dzieduszyckis. Sie trat am 8. September 2005 auf dem Krakauer Bulwar Czerwieński auf und legte Blumen am bekannten Pomnik psa Dżoka nieder. Anschließend konzertierte sie im berühmten Florianka-Saal der Musikakademie Krakau zusammen mit dem polnischen Piwnica-pod-Baranami-Künstler Mieczysław Święcicki. Nach dem Konzert gab sie eine Pressekonferenz. Am 14. September 2005 nahm sie ihren Auftritt beim XII. Internationalen Wiener Musikfestival in der Universität Wrocław wahr. Im Jahr 2006 gab Villas in Polen eine Reihe von Solokonzerten, u. a. in Poznań, und die Künstleragentur MTJ veröffentlichte das Album Ja jestem już taka (Ich bin schon so), das ein erweitertes des Albums Laleczka aus dem Jahr 1994 war.
Nach der Ausweisung aus der psychiatrischen Klinik 2007 begab sie sich in die Obhut eines Rechtsanwalts und Mediziners. Es wurde eine Pressekonferenz organisiert, bei der Villas ihre Rückkehr auf die Bühne ankündigte, z. B. zu Chansons ihres neuen Albums. Die Massenmedien interessierten sich lebhaft für ihren Gesundheitszustand und diskutierten ihre weitere Zukunft. Mitte März 2007 erschien sie noch einmal bei der TV-Reihe Szansa na sukces und präsentierte einige ihrer Lieder. Die Sendung, am 22. April 2007 ausgestrahlt, erreichte mehr als 4 Mio. Zuschauer. Zusammen mit dem Gewinner des Wettbewerbs sang Villas am Ende der Sendung ihren Chanson Całuj gorąco. Das Interesse einer Kandidatin an Villas bewegte die Künstlerin zur Ankündigung, ihre Memoiren ein paar Jahre früher herauszubringen. Sie wurden vom 28. Juli 2007 für zwei Wochen in der Zeitung FAKT veröffentlicht. Im Mai 2007 unterschrieb Villas einen Plattenvertrag und einen Vertrag mit dem Aufnahmestudio Studio MM. Die Plattenfirma plante eine Villas-Konzerttournee nach Polen, USA sowie Kanada und kündigte auch ein Konzert in Mailand an. Aufgrund des schlechten Gesundheitszustandes Villas wurden die Pläne nicht realisiert.

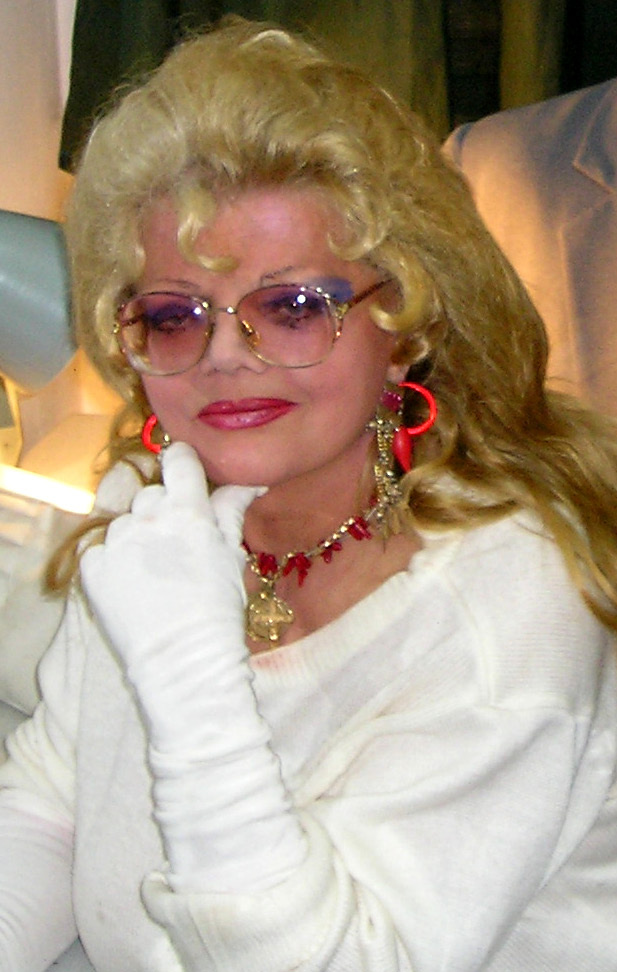
Violetta Villas mit Gloria-Artis-Medaille für kulturelle Verdienste (2011)

Violetta Villas feierte ihren 69. Geburtstag im Palast von Jastrowiec. Dabei sang sie auch anlässlich ihres 45-jährigen Bühnenjubiläums. Im Dezember 2007 war sie dann nochmals bei der TV-Sendung Wideoteka dorosłego człowieka zu sehen.
Seit Anfang 2008 zog sich Villas vollständig aus der Öffentlichkeit zurück. Ihre finanzielle Situation verschlechterte sich dadurch. Deshalb begab sie sich Mitte März 2008 nach Warschau zum Sitz der ZAiKS, um dort die Urheberrechte dutzender ihrer Songaufnahmen zu erhalten. Eine Initiative war ein Brief ans Polnische Ministerium, der den Staat bewegte, Villas in Anbetracht ihrer Verdienste für die polnische Kultur einmalige finanzielle Unterstützung von 10.000 zł (ca. 2.500 €) zu gewähren. Den Aussagen ihrer Nachbarn zufolge war sie zu sehr an ihre Haushälterin Elżbieta Budzyńska gefesselt. „Wo ist Villas?“, fragte man seinerzeit und die Behörden von Lewin Kłodzki überlegten, ob sie im Einvernehmen mit der Staatsanwaltschaft nicht in Villas Haus eindringen sollten, um nach der Sängerin zu sehen. Über die ungünstige Situation Villas berichtete die Journalistin Dorota Pawlak, die früher eine Reportage über die Sängerin schrieb. Sie stellte durch Villas Pfleger fest, dass die Sängerin von der Außenwelt vollständig isoliert ist.
Ende Oktober 2008 wurde Violetta Villas zur Szymon Majewski Show eingeladen. Villas kam und sang zusammen mit Michał Wiśniewski am Beginn der Sendung ihren Hit Pocałunek ognia. Zur gleichen Zeit erschien auch ihr neues Album Na pocieszenie serca i uniesienie ducha, welches ihr erstes „Greatest Hits“-Album in neuen Arrangements war. Villas promotete das Album am 29. Oktober 2008 in Toruń.
Villas war im November 2008 Gast bei der TV-Sendung Jak oni śpiewają und trug ihr Chanson Nie ma miłości bez zazdrości im Duett mit Artur Chamski vor. Von Juli bis September 2009 trat Villas nochmals auf dem Jasna Góra auf und verkaufte dort ihr neues Album. Ihr erstes Konzert nach einer zweijährigen Pause veranstaltete sie am 28. November 2009 in der Basilika von Ziębice.
Im Januar 2010 hatte sie zwei Auftritte im Palast von Jastrowiec. Am 22. Januar folgte sogleich ein Konzert im provinziellen Dom Muzyki i Tańca von Zabrze sowie am 25. Februar 2010 in der Filharmonia Wrocławska. Nach dem Konzert in Wrocław gab es eine scharfe Auseinandersetzung zwischen ihren Fans und ihren Mitarbeitern, die die Fans nicht an sie heranlassen wollten.
Ihr letztes Konzert gab Violetta Villas anlässlich ihres 50-jährigen Bühnenjubiläums am Valentinstag 2011 im provinziellen Wojewódzki Dom Kultury von Kielce und erhielt dort anschließend vom Minister für Kultur und nationalem Erbe Bogdan Zdrojewski die Gloria-Artis-Medaille für kulturelle Verdienste überreicht. Das war ihr letzter Auftritt.
Im September 2011 erhielt Villas durch den polnischen Premierminister Donald Tusk einen Bescheid über die lebenslange Monatsrente von 4.000 zł (ca. 1.000 €) im Hinblick auf ihre Verdienste für die polnische Kultur.

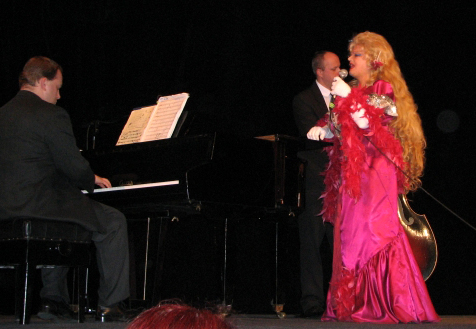
20. Januar 2006, Villas-Konzert in Poznań
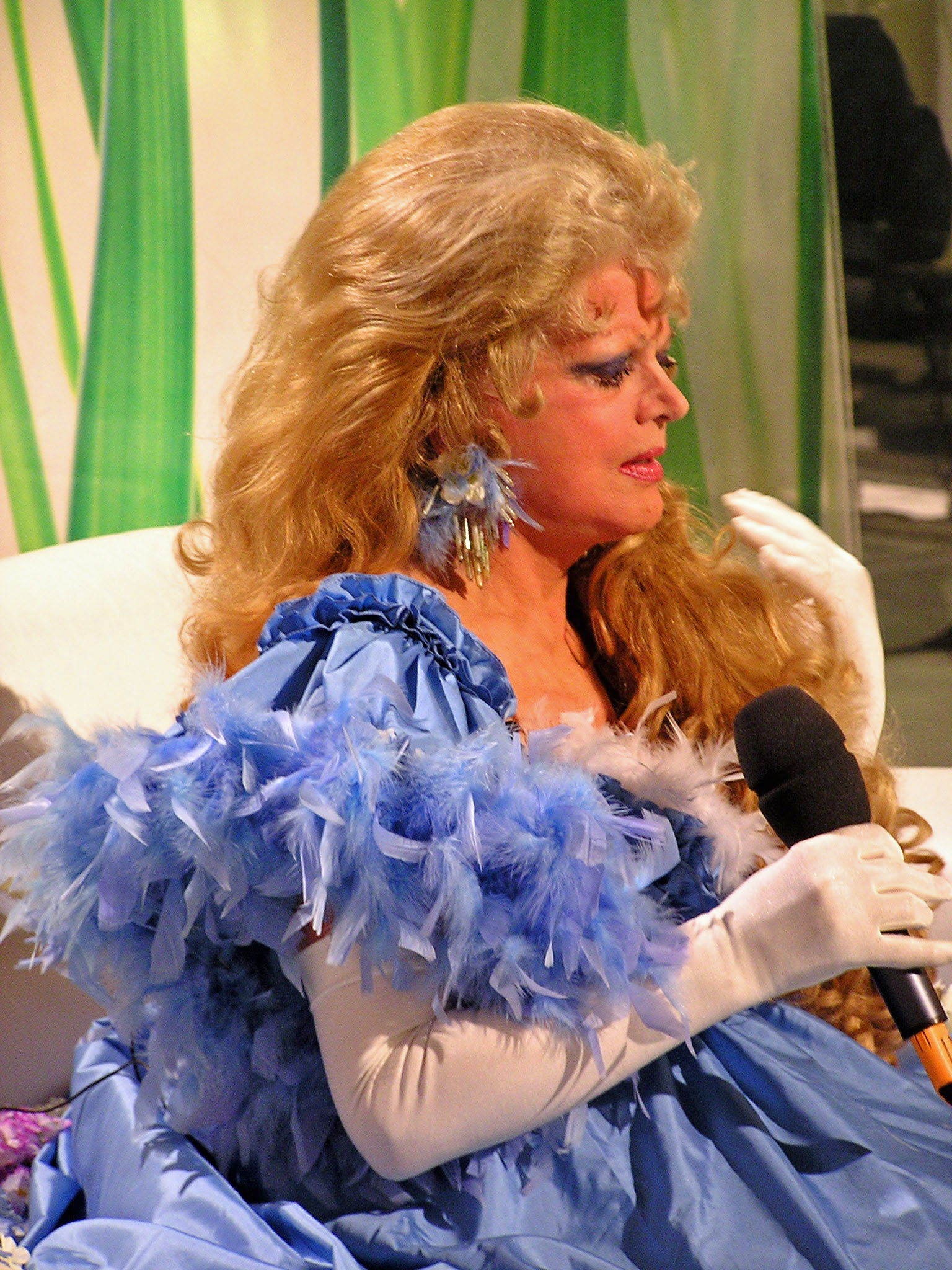
März 2007, während der Aufzeichnungen des TV-Talentwettbewerbs Szansa na sukces
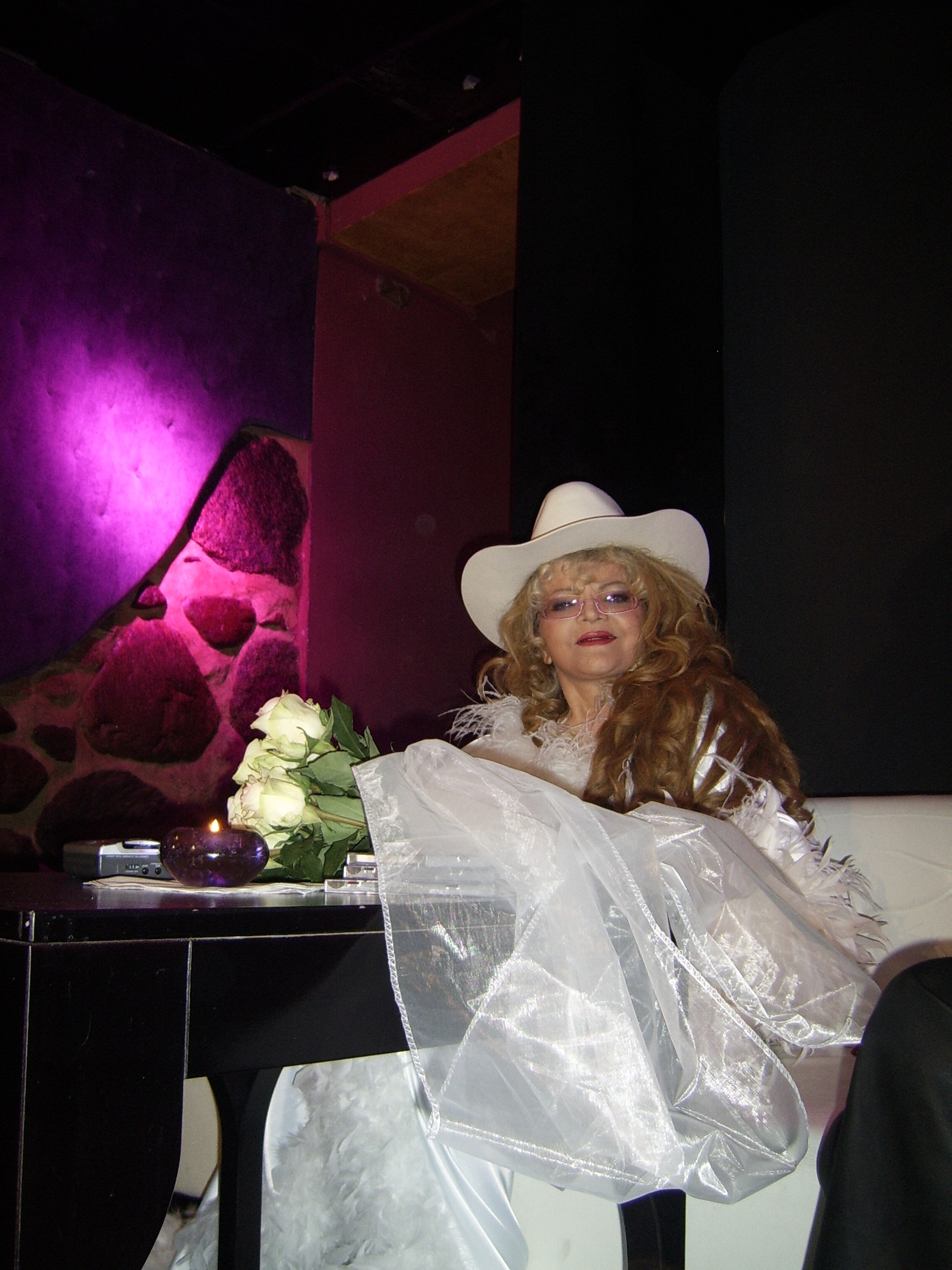
29. Oktober 2008, Pressekonferenz im Klub Moskwa Toruń
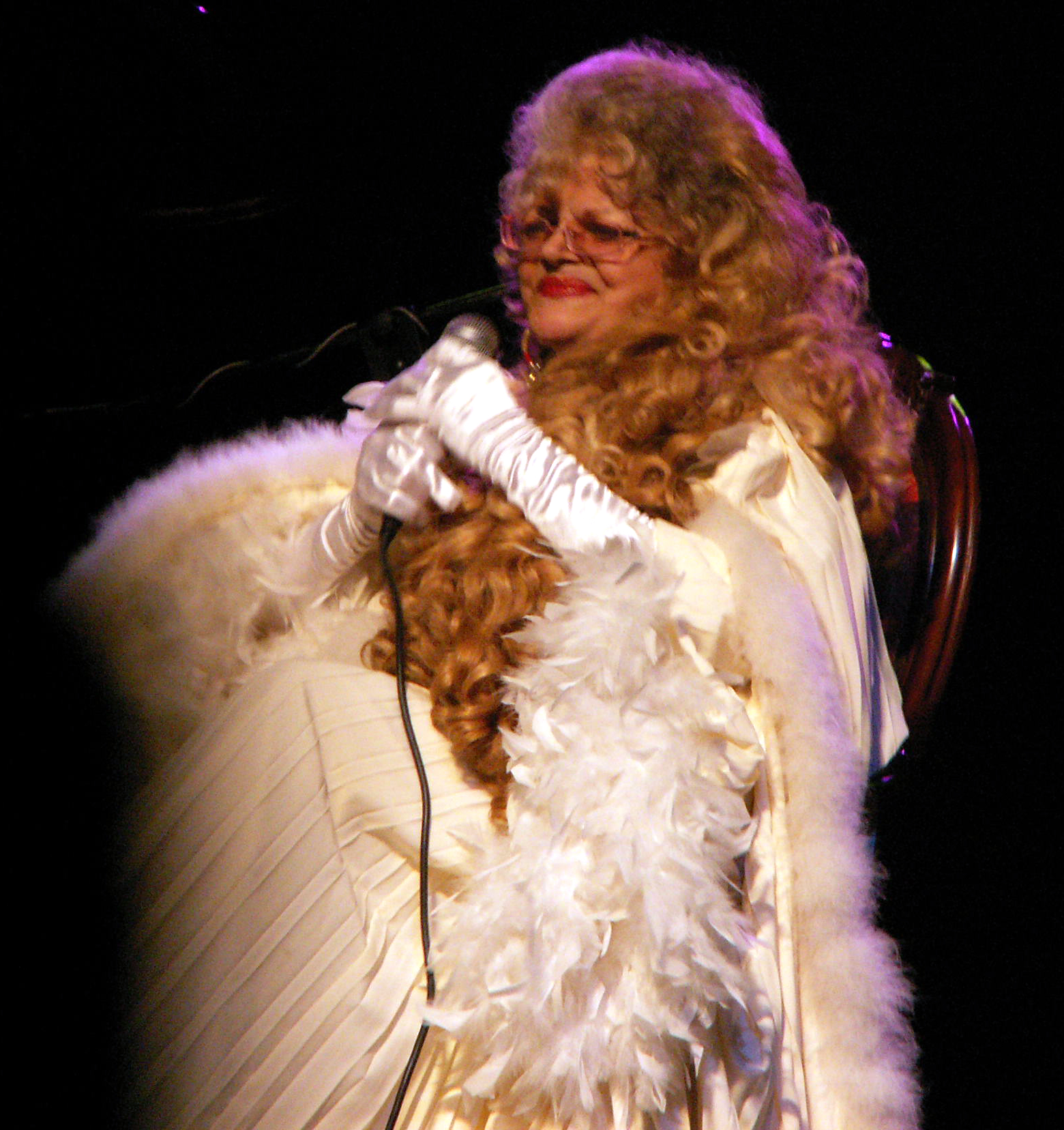
22. Januar 2010, Villas-Konzert im Dom Muzyki i Tańca von Zabrze

### Einsamer Tod
Am 5. Dezember 2011 fand man Violetta Villas tot in ihrem Haus. Die Polizei von Lewin Kłodzki erhielt die Nachricht vom Rettungsdienst gegen 21 Uhr. Zunächst ging man von einem natürlichen Tode aus, doch am nächsten Tag verkündete die Staatsanwaltschaft von Świdnica die Einleitung eines Verfahrens zur Feststellung der Todesursachen Villas. Zweifel gaben den Anwälten die sanitären Bedingungen, in denen Villas lebte und ihr Aussehen, das auf medizinische Fahrlässigkeit schließen ließ. So fand man am Leichnam z. B. Wundliegegeschwüre und Blutergüsse.  Sie starb vereinsamt in ihrem Elternhaus, wo sie seit einigen Jahren mit einer Pflegerin und etwa 30 Katzen lebte.
Weltweit wurde der Tod Violetta Villas kommentiert, in Deutschland, Österreich, China, Estland, Frankreich, Spanien, Israel, Russland und den USA.

### Karriere als Schauspielerin
Im Jahre 1966 erschien Violetta Villa erstmals als Schauspielerin, als sie in der zweiten Folge der polnischen Serie Klub profesora Tutki während einer Filmszene ihren Chanson Chica Helka vortrug.
1970 produzierte der Regisseur Konstantyn Ciciszwili die TV-Revue Śpiewa Violetta Villas (Es singt Violetta Villas). Die Idee hinter dem Film war, einem breiten Publikum den Stil Villas näher zu bringen. Die Gegner Villas, u. a. der Journalist Jerzy Eljasiak von der Sztandar Młodych, unterzogen den Film einer Kritik und proklamierten diesen Kitsch vom Kitsch. als inkongruent zum damaligen real existierenden Sozialismus. Befürworter Villas wie der Redakteur Janusz Gazda hingegen betont: Die Selbstsicherheit, in der sie auf die Bühne schreitet, (...) ihre Kleidung zeigt, ihre Reize demonstriert und in den banalsten Worten über die Liebe singt (...) einfach extravagant und individuell.
Im selben Jahr spielte Violetta Villas auch die Barbara Tylski der Filmkomödie Dzięcioł von Jerzy Gruza. Beide Filme offenbarten die Vielfältigkeit der Sängerin im Gegensatz zu anderen Künstlern Polens.
Janusz Kondratiuk bot der Sängerin eine Rolle in der polnischen Filmkomödie Dziewczyny do wzięcia (1972) an, was Villas aber ablehnte.
1974 sollte sie in Andrzej Wajdas Film Das gelobte Land die Rolle der Lucy Zuckerowa spielen. Schließlich lehnte Villas auch diese Rolle ab und Kalina Jędrusik sprang für sie ein. Villas zog sich komplett zurück und begann erst 1983 wieder zu arbeiten, als sie ein neues Filmangebot erhielt.
Villas engagierte 1983 die Regisseurin Pawła Pitery für ihren Film Sny i marzenia (Träume und Wünsche), in dem Villas sich selbst spielte (Filmpremiere: 11. März 1985). Nach den Dreharbeiten widmete Villas sich wieder der Revue und ging 1985 zurück ans Teatr Syrena.
Im Jahre 1988 entstand mit Villas eine kurze Fantasy-Filmdokumentation Sen o kopciuszku (Cinderella’s Traum) unter den beiden Regisseuren Zbigniew Kowalewski und Jerzy Kołata. Der Film beinhaltet Villas Biografie mit besonderem Schwerpunkt auf kontroverse Themen in ihrem Leben. Auf Basis dieses Films war auch der Film Rok z Violettą Villas (Das Jahr mit Violetta Villas) geplant, der aber nie zustande kam.

## Diskografie

### Studioalben (LP)
| Jahr | Titel                             |
| ---- | --------------------------------- |
| 1962 | Rendez-vous with Violetta Villas  |
| 1966 | Violetta Villas                   |
| 1967 | Violetta Villas                   |
| 1967 | For you my darling                |
| 1968 | About Love...                     |
| 1977 | There is no love without jealousy |
| 1980 | Old hits                          |
| 1986 | Violetta Villas                   |
| 1987 | The greatest hits                 |

### Studioalben (CD)
| Jahr | Titel                                               |
| ---- | --------------------------------------------------- |
| 1992 | For you beloved                                     |
| 1992 | The most beautiful christmas carols                 |
| 1994 | Dolly                                               |
| 1995 | VV - gold hits, part 1                              |
| 1995 | VV - gold hits, part 2                              |
| 1996 | Golden hits                                         |
| 1997 | Jestem taka a nie inna                              |
| 1997 | Christmas carols                                    |
| 1998 | Dolly                                               |
| 1999 | Platinum collection                                 |
| 1999 | V. Villas sings the most beautiful christmas carols |
| 2000 | Kiss of fire                                        |
| 2000 | Golden hits                                         |
| 2001 | When Jesus Christ was born...                       |
| 2001 | Violetta Villas                                     |
| 2001 | For you my darling                                  |
| 2001 | There is no love without jealousy                   |
| 2003 | Valentine hits                                      |
| 2003 | To you, mother                                      |
| 2004 | Christmas carol of hearts                           |
| 2006 | I am what I am                                      |
| 2007 | To comfort the heart and warmth the soul            |
| 2009 | From archive of the Polish Radio, vol. 11           |
| 2009 | When Jesus Christ was born... - reedition           |

### Studioalben (MC)
| Jahr | Titel                             |
| ---- | --------------------------------- |
| 1969 | Las Vegas                         |
| 1977 | There is no love without jealousy |
| 1987 | The greatest hits                 |
| 1992 | For you beloved, part 1           |
| 1992 | For you beloved, part 2           |
| 1992 | The best of                       |
| 1992 | The best of, part 1               |
| 1992 | The best of, part 2               |
| 1992 | The best of, part 3               |
| 1994 | Doll                              |
| 1994 | I am what I am                    |
| 1995 | Only to you                       |
| 1996 | Golden hits                       |
| 1997 | Christmas carols                  |
| 1997 | Jestem taka a nie inna            |
| 1998 | Golden hits                       |
| 1999 | Platunim collection               |
| 2000 | Violetta Villas                   |
| 2000 | Kiss of fire                      |

### Singles
| Jahr | Titel                             |
| ---- | --------------------------------- |
| 1961 | Ja ci nie wierzę                  |
| 1961 | Taki mróz                         |
| 1961 | Nie zdążyłam                      |
| 1961 | Dla ciebie miły                   |
| 1961 | Marianna ruda                     |
| 1961 | Sekret                            |
| 1961 | Dla ciebie miły                   |
| 1961 | Kiedy Allach szedł                |
| 1962 | Ożeń się Johny                    |
| 1962 | To mówią marakasy                 |
| 1962 | Duety z Tadeuszem Woźniakowskim   |
| 1963 | Szesnaście lat                    |
| 1963 | Zorro                             |
| 1963 | Kiedy Allach szedł                |
| 1964 | Muzyka taneczna                   |
| 1964 | Błękitna tarantella               |
| 1964 | Opole - stolica polskiej piosenki |
| 1964 | Uśmiechem miłość się zaczyna      |
| 1965 | Jak nie to nie                    |
| 1965 | Nic nikomu nie mów                |
| 1965 | Józek                             |
| 1966 | Do ciebie mamo                    |
| 1966 | Dla ciebie miły                   |
| 1966 | Nie jestem taka zła               |
| 1969 | Do ciebie mamo                    |
| 1986 | Mundial'86                        |
| 1987 | Sosna z mego snu                  |
| 1987 | Wszedzie gdzie ty                 |

### Cardboard records
| Jahr | Titel                        |
| ---- | ---------------------------- |
| 1964 | Przyjdzie na to czas         |
| 1964 | Czterdzieści kasztanów       |
| 1965 | Mamma                        |
| 1965 | Do ciebie, mamo              |
| 1967 | W Zakopanem pada deszcz      |
| 1970 | Znowu ciebie mam             |
| 1977 | Nie ma miłości bez zazdrości |

### Compilations
| Titel                                                                            | Album                                 |
| -------------------------------------------------------------------------------- | ------------------------------------- |
| Przyjdzie na to czas                                                             | Powracające melodyjki                 |
| Wszędzie, gdzie ty                                                               | Przeboje gwiazd                       |
| Czterdzieści kasztanów                                                           | Piosenki J. Gałkowskiego              |
| Wszędzie, gdzie ty                                                               | Przeboje'78                           |
| Sosna z mego snu                                                                 | Niebo z moich stron                   |
| Do ciebie mamo                                                                   | Gdzie ten świat młodych lat           |
| Wszędzie, gdzie ty                                                               | Succurrens                            |
| Przyjdzie na to czas                                                             | Przeboje 40-lecia                     |
| Całuj gorąco                                                                     | Andrzej Jastrzębiec-Kozłowski         |
| Ave Maria no morro                                                               | Stefan Rachoń przypomina              |
| Granada                                                                          | Z melodią i piosenką dookoła świata   |
| Maria la O                                                                       | Z melodią i piosenką dookoła świata   |
| Do ciebie mamo                                                                   | XX-lecie PP Polskie Nagrania          |
| Mazurskie wspomnienia                                                            | Mimozami jesień się zaczyna           |
| Wszędzie, gdzie ty                                                               | Andrzej Januszko i jego piosenki      |
| Jesteś mi potrzebny                                                              | L. Bogdanowicz i jego piosenki        |
| Spójrz prosto w oczy Przyjdzie na to czas                                        | Tych lat nie odda nikt                |
| Do ciebie mamo                                                                   | Piosenki dla mojej matki              |
| Dla ciebie miły Szesnaście lat                                                   | Przeboje R. Siedleckiego              |
| Dla ciebie miły                                                                  | Z melodią i piosenką dookoła świata   |
| Szesnaście lat                                                                   | Z melodią i piosenką dookoła świata   |
| Szesnaście lat Zegar z kukułką Czy lubi pani tańczyć twista Spójrz prosto w oczy | Daj mi zachować wspomnienia           |
| Przyjdzie na to czas                                                             | Rytmy młodych                         |
| Dla ciebie miły                                                                  | Piosenki lat 50-tych vol. 2           |
| Wachlarz                                                                         | Z archiwum Veritonu                   |
| Ali alo                                                                          | Z archiwum Veritonu                   |
| Kiedy Allach szedł                                                               | Z archiwum Veritonu                   |
| Dla ciebie miły                                                                  | Konkurs Piosenki Polskiej '61         |
| Czy pani tańczy twista                                                           | Radiowe piosenki miesiąca             |
| Marianna ruda                                                                    | Kalejdoskop piosenek nr 3             |
| Salomon                                                                          | Czarny Alibaba i inne piosenki        |
| Józek                                                                            | Złote Przeboje vol.5                  |
| Dla ciebie miły                                                                  | Naj z Naj                             |
| Taki mróz                                                                        | Komu piosenkę                         |
| Rudy rydz                                                                        | Złote Przeboje 50-60                  |
| Dla ciebie miły                                                                  | Klasyka Polskiej Piosenki cz. 3       |
| Spójrz prosto w oczy                                                             | Piosenki Wojciecha Piętowskiego       |
| Salomon Czy pani tańczy twista                                                   | T. Woźniakowski - największe przeboje |
| Kochaj mnie, a będę twoją                                                        | Tata 2                                |
| Do ciebie mamo                                                                   | Piosenki dla mamy                     |
| Złota maska Szczęścia nie szukaj daleko                                          | Wasowski da się lubić                 |
| Szesnaście lat                                                                   | Miłość ze szkolnej ławki              |
| Mazurskie wspomnienia                                                            | Lato, ty i ja                         |
| Do ciebie mamo                                                                   | Piosenki dla mojej matki              |